# Pettalidae
Pettalidae (лат.) — семейство паукообразных из подотряда Cyphophthalmi отряда сенокосцев. Включает около 75 видов.

## Распространение
Южная Америка, Южная Африка, Мадагаскар, Шри-Ланка, Австралия, Новая Зеландия.

## Описание
Мелкие сенокосцы с короткими ногами, похожие на клещей. Имеют длину тела от 2 до 5 мм. Глаза развиты у всех родов (но малозаметные, расположены у основания озофоров и обычно без линз), кроме слепых Parapurcellia. Все виды, кроме обитающих в пещерах южноафриканских Speleosiro argasiformis, проводят весь свой жизненный цикл в опавших листьях.

## Классификация
В семейство включают около 75 видов в следующих родах:
- Aoraki Boyer & Giribet, 2007
- Austropurcellia Juberthie, 1988
- Chileogovea Roewer, 1961
- Karripurcellia Giribet, 2003
- Manangotria Shear & Gruber, 1996
- Neopurcellia Forster, 1948
- Parapurcellia Rosas Costa, 1950
- Pettalus Thorell, 1876
- Purcellia Hansen & Sørensen, 1904
- Rakaia Hirst, 1925
- Speliosiro Lawrence, 1931